# Kevin Cordes
Kevin Cordes, född 13 augusti 1994, är en amerikansk simmare. Vid de olympiska simtävlingarna i Rio de Janeiro 2016 ingick han i det amerikanska lag som vann guld på 4x100 meter medley. Han deltog endast i försöksheaten men tilldelades medalj eftersom USA vann finalen.
Cordes har vunnit två raka VM-guld på 4x100 meter medley (2015 och 2017).